# Zvejniekciems
Zvejniekciems – wieś na Łotwie w novadsie Saulkrasti. Znajduje się u ujścia rzeki Aģe do Zatoki Ryskiej. W 2015 zamieszkana przez 1918 osób.